# Liste der Baudenkmäler in Wurmsham

Michael Wening: Schloß Wurmshaim

Auf dieser Seite sind die Baudenkmäler in der niederbayerischen Gemeinde Wurmsham zusammengestellt. Diese Tabelle ist eine Teilliste der Liste der Baudenkmäler in Bayern. Grundlage ist die Bayerische Denkmalliste, die auf Basis des Bayerischen Denkmalschutzgesetzes vom 1. Oktober 1973 erstmals erstellt wurde und seither durch das Bayerische Landesamt für Denkmalpflege geführt wird. Die folgenden Angaben ersetzen nicht die rechtsverbindliche Auskunft der Denkmalschutzbehörde.

## Baudenkmäler nach Ortsteilen

### Wurmsham
| Lage                 | Objekt                              | Beschreibung | Akten-Nr.    | Bild           |
| -------------------- | ----------------------------------- | --- | ------------ | -------------- |
| Hofmark 1 (Standort) | Katholische Filialkirche St. Ulrich | Saalkirche, spätgotischer Backsteinbau aus der zweiten Hälfte des 15. Jahrhunderts, das Langhaus später um ein Westjoch erweitert, nordseitig Chorflankenturm mit oktogonalem Oberbau und Spitzhelm; mit Ausstattung. | D-2-74-193-1 | weitere Bilder |

### Eglsreit
| Lage                                | Objekt        | Beschreibung                                                                                   | Akten-Nr.    | Bild |
| ----------------------------------- | ------------- | ---------------------------------------------------------------------------------------------- | ------------ | ---- |
| Haus Nr. 1 (Standort)               | Wohnstallhaus | zweigeschossiger Flachsatteldachbau mit Blockbau-Obergeschoss, zweiten Hälfte 18. Jahrhundert. | D-2-74-193-2 | BW   |
| westlich an der Waldecke (Standort) | Feldkapelle   | kleiner massiver Satteldachbau mit Bildnische, 19./20. Jahrhundert.                            | D-2-74-193-3 | BW   |

### Faltern
| Lage                  | Objekt                     | Beschreibung | Akten-Nr.    | Bild                       |
| --------------------- | -------------------------- | --- | ------------ | -------------------------- |
| Haus Nr. 1 (Standort) | Scheune eines Vierseithofs | massiver Satteldachbau mit Putzgliederung und aufwendigem Dekor in historistischen Formen, bezeichnet 1848, mit eingebauter neugotischer Kapelle. | D-2-74-193-4 | Scheune eines Vierseithofs |

### Gifthal
| Lage                  | Objekt                          | Beschreibung | Akten-Nr.    | Bild |
| --------------------- | ------------------------------- | --- | ------------ | ---- |
| Haus Nr. 5 (Standort) | Filialkirche St. Johann Baptist | backsteinsichtige Saalkirche mit eingezogenem Chor und schmalem kleinem, vorgesetztem Westturm mit Satteldachabschluss, spätgotisch, Ende 15. Jahrhundert, barock ausgebaut; mit Ausstattung. | D-2-74-193-5 | BW   |

### Harham
| Lage                                          | Objekt     | Beschreibung                                                | Akten-Nr.    | Bild       |
| --------------------------------------------- | ---------- | ----------------------------------------------------------- | ------------ | ---------- |
| nördlich des Ortes; nähe Weibering (Standort) | Wegkapelle | kleiner massiver Satteldachbau, wohl Mitte 19. Jahrhundert. | D-2-74-193-6 | Wegkapelle |

### Müllerthann
| Lage                         | Objekt                             | Beschreibung                                                             | Akten-Nr.     | Bild |
| ---------------------------- | ---------------------------------- | ------------------------------------------------------------------------ | ------------- | ---- |
| Haus Nr. 2 (Standort)        | Wirtschaftsteil eines Bauernhauses | Satteldachbau mit Gitterbundwerk, erstes Drittel 19. Jahrhundert.        | D-2-74-193-9  | BW   |
| südlich des Ortes (Standort) | Feldkapelle                        | kleiner Backsteinbau mit Schweifgiebel, zweites Viertel 19. Jahrhundert. | D-2-74-193-10 | BW   |

### Münster
| Lage                  | Objekt                 | Beschreibung | Akten-Nr.     | Bild |
| --------------------- | ---------------------- | --- | ------------- | ---- |
| Haus Nr. 9 (Standort) | Filialkirche St. Georg | Saalkirche mit eingezogenem Chor und vorspringendem Westturm mit steilem Treppengiebel, Gliederung am Chor durch Kaffgesims, spätgotisch, Ende 15. Jahrhundert; mit Ausstattung. | D-2-74-193-11 | BW   |

### Neualting
| Lage                  | Objekt  | Beschreibung                                               | Akten-Nr.     | Bild |
| --------------------- | ------- | ---------------------------------------------------------- | ------------- | ---- |
| Haus Nr. 1 (Standort) | Kapelle | kleiner Backsteinbau mit Satteldach, neugotisch, von 1906. | D-2-74-193-12 | BW   |

### Niklashaag
| Lage                  | Objekt                    | Beschreibung | Akten-Nr.     | Bild |
| --------------------- | ------------------------- | --- | ------------- | ---- |
| Haus Nr. 2 (Standort) | Filialkirche St. Nikolaus | spätgotische Wandpfeilerkirche aus der zweiten Hälfte des 15. Jahrhunderts. (Westwand bezeichnet 1482), Saalkirche mit eingezogenem Chor und Westturm, Gliederung durch umlaufenden Sockel und Strebepfeiler, profiliertes Spitzbogenportal mit Kielbogen überfangen, Turm über gewölbter Halle siebengeschossig, sich verjüngend, mit barocker Kropfzwiebelhaube; mit Ausstattung. | D-2-74-193-13 | BW   |

### Ostenthann
| Lage                  | Objekt                     | Beschreibung            | Akten-Nr.     | Bild |
| --------------------- | -------------------------- | ----------------------- | ------------- | ---- |
| Haus Nr. 4 (Standort) | Zugehöriger Bundwerkstadel | Satteldachbau, um 1800. | D-2-74-193-14 | BW   |

### Pauluszell
| Lage                  | Objekt                      | Beschreibung | Akten-Nr.     | Bild |
| --------------------- | --------------------------- | --- | ------------- | ---- |
| Haus Nr. 2 (Standort) | Pfarrkirche Pauli Bekehrung | spätgotische Wandpfeilerkirche, zweiten Hälfte 15. Jahrhundert, backsteinsichtiger Saalbau mit eingezogenem Chor und Westturm, Gliederung durch Strebepfeiler sowie umlaufenden Sockel und Dachfries, Turm über Eingangsvorhalle fünfgeschossig, Spitzhelm von 1859; mit Ausstattung. | D-2-74-193-15 | BW   |

### Schlott
| Lage                  | Objekt      | Beschreibung                                    | Akten-Nr.     | Bild |
| --------------------- | ----------- | ----------------------------------------------- | ------------- | ---- |
| Haus Nr. 1 (Standort) | Wegkruzifix | mit Passionswerkzeugen, Eisen, 19. Jahrhundert. | D-2-74-193-16 | BW   |

### Seeon
| Lage                                      | Objekt    | Beschreibung                                              | Akten-Nr.     | Bild |
| ----------------------------------------- | --------- | --------------------------------------------------------- | ------------- | ---- |
| Haus Nr. 1; südlich der Einöde (Standort) | Bildstock | gemauert, mit Satteldachabschluss, Mitte 19. Jahrhundert. | D-2-74-193-17 | BW   |

### Seifriedswörth
| Lage                    | Objekt                         | Beschreibung | Akten-Nr.     | Bild |
| ----------------------- | ------------------------------ | --- | ------------- | ---- |
| Kirchgasse 2 (Standort) | Pfarrkirche St. Peter und Paul | Saalkirche, nördlich Chorflankenturm mit Spitzhelm, spätgotischer Bau der zweiten Hälfte des 15. Jahrhunderts, 1902 erweitert; mit Ausstattung. | D-2-74-193-18 | BW   |

### Unterbreitenau
| Lage                                | Objekt                    | Beschreibung | Akten-Nr.     | Bild |
| ----------------------------------- | ------------------------- | --- | ------------- | ---- |
| Haus Nr. 1 (Standort)               | Stadel eines Vierseithofs | mit Schopfwalmdach, reicher Backsteinornamentik und Bundwerkteil, bezeichnet 1843.                                         | D-2-74-193-20 | BW   |
| südlich der Hauptstraße (Standort)  | Kapelle                   | kleiner massiver Satteldachbau mit Schweifgiebel, erstes Drittel 19. Jahrhundert.                                          | D-2-74-193-21 | BW   |
| nördlich der Hauptstraße (Standort) | Feldkapelle               | Lourdeskapelle, schlichter massiver Satteldachbau, Giebelfront mit historistischen Zierformen, wohl Mitte 19. Jahrhundert. | D-2-74-193-22 | BW   |

## Ehemalige Baudenkmäler
In diesem Abschnitt sind Objekte aufgeführt, die früher einmal in der Denkmalliste eingetragen waren, jetzt aber nicht mehr. Objekte, die in anderem Zusammenhang also z. B. als Teil eines Baudenkmals weiter eingetragen sind, sollen hier nicht aufgeführt werden. Aktennummern in diesem Abschnitt sind ehemalige, jetzt nicht mehr gültige Aktennummern.

| Lage                            | Objekt                                       | Beschreibung | Akten-Nr.     | Bild |
| ------------------------------- | -------------------------------------------- | --- | ------------- | ---- |
| Wurmsham Haus Nr. 28 (Standort) | Zugehöriger stattlicher Riegelbundwerkstadel | mit Steilsatteldach, im Kern 18. Jahrhundert, um 1820/40 erneuert. | D-2-74-193-?? | BW   |
| Wurmsham Haus Nr. 88 (Standort) | Stadel eines Dreiseithofs                    | mit Schopfwalmdach und Bundwerkwänden, bezeichnet 1843; Traidkasten in Blockbau über Bundwerkschuppen, um 1800.                                                                                                   | D-2-74-193-?? | BW   |
| Lehrhub Haus Nr. 1 (Standort)   | Stadel eines Dreiseithofs                    | mit Halbwalmdach und Bundwerk, erste Hälfte 19. Jahrhundert. | D-2-74-193-7  | BW   |
| Vohburg Haus Nr. 1 (Standort)   | Wohnstallhaus eines Vierseithofs und Tor     | zweigeschossiges Querhaus mit Blockbau-Obergeschoss, Traufseitschrot, Giebelstüberl und einhüftigem Flachsatteldach, bezeichnet 1746, Überformungen des 19. Jahrhunderts; anschließend gemauerte Tordurchfahrten. | D-2-74-193-23 | BW   |